# Condado de Tulare
El condado de Tulare (en inglés: Tulare County) fundado en 1852 es un condado en el estado estadounidense de California. En 2008 el condado tenía una población de 419 165 habitantes en una densidad poblacional de 33 personas por km². La sede del condado es Visalia.

## Geografía
Según la Oficina del Censo, el condado tiene un área total de 12 595,1 km² (4863,0 mi²), de la cual 12 494,1 km² (4824,0 mi²) es tierra y 38,8 km² (15,0 mi²) (0.30%) es agua.

### Condados adyacentes
- Condado de Fresno (norte)
- Condado de Inyo (este)
- Condado de Kern (sur)
- Condado de Kings (oeste)

### Localidades

#### Ciudades
Dinuba |
Exeter |
Farmersville |
Lindsay |
Porterville |
Tulare |
Visalia |
Woodlake 

#### Lugares designados por el censo
Allensworth |
Alpaugh |
California Hot Springs |
Camp Nelson |
Cedar Slope |
Cutler |
Delft Colony |
Ducor |
Earlimart |
East Orosi |
East Porterville |
East Tulare Villa |
Goshen |
Hartland |
Idlewild |
Kennedy Meadows |
Ivanhoe |
Lemon Cove |
Lindcove |
Linnell Camp |
London |
Matheny |
McClenney Tract |
Monson |
Orosi |
Panorama Heights |
Patterson Tract |
Pierpoint |
Pine Flat |
Pixley |
Plainview |
Poplar-Cotton Center |
Ponderosa |
Posey |
Poso Park |
Richgrove |
Rodriguez Camp |
Sequoia Crest |
Seville |
Silver City |
Springville |
Strathmore |
Sugarloaf Mountain Park |
Sugarloaf Saw Mill |
Sugarloaf Village |
Sultana |
Terra Bella |
Teviston |
Three Rivers |
Tipton |
Tooleville |
Traver |
Waukena |
West Goshen |
Wilsonia |
Woodville |
Yettem 

#### Áreas no incorporadas
Badger |
Calgro |
Kaweah 

## Demografía
En el censo de 2000, había 368 021 personas, 110 385 hogares y 87 093 familias residiendo en el condado. La densidad poblacional era de 29 personas por km². En el 2000 había 119 639 unidades habitacionales en una densidad de 10 por km². La demografía del condado era de 58.08% blancos, 1.59% afroamericanos, 1.56% amerindios, 3.27% asiáticos, 0.11% isleños del Pacífico, 30.79% de otras razas y 4.60% de dos o más razas. 50.77% de la población era de origen hispano o latino de cualquier raza.
En el 2008 la renta per cápita promedia del condado era de $43 995, y el ingreso promedio para una familia era de $47 179. En 2000 los hombres tenían un ingreso per cápita de $30 892 versus $24 589 para las mujeres. El ingreso per cápita para el condado era de $18 079 y el 23.9% de la población estaba bajo el umbral de pobreza nacional.

## Transporte

### Principales autopistas
- Ruta Estatal 43
- Ruta Estatal 63
- Ruta Estatal 65
- Ruta Estatal 99
- Ruta Estatal 198